# Rinorea belalongii
Rinorea belalongii är en violväxtart som beskrevs av P.F. Stevens. Rinorea belalongii ingår i släktet Rinorea och familjen violväxter. Inga underarter finns listade i Catalogue of Life.